# 卡克塔斯弗拉茨 (亞利桑那州)
卡克塔斯弗拉茨（英語：Cactus Flats）是位於美國亞利桑那州葛蘭姆縣的一個人口普查指定地區。根據2010年美國人口普查，該地人口為1518人，而該地的面積約為16.02平方千米。

## 地理
卡克塔斯弗拉茨的座標為32°45′51″N 109°43′14″W / 32.76417°N 109.72056°W，而該地最高點為海拔高度953米（即3127英尺）。